# لوبينين
لوبينين  هو قلويد كينوليزيدين موجود في جنس الترمس (ويشار إليه بالعامية باسم الترمس) وهو من عائلة النباتات البقولية المزهرة. تحتوي المؤلفات العلمية على العديد من التقارير حول عزل وتركيب هذا المركب بالإضافة إلى عدد كبير من الدراسات حول تركيبه الحيوي من سلائفه الطبيعية ، لايسين. أظهرت الدراسات أن اللوبينين هيدروكلوريد هو من مثبطات أستيل كولينستيراز ذات السمية الخفيفة وأن لوبينين له تأثير مثبط على مستقبلات الأسيتيل كولين. يُعزى الطعم المر المميز لفول الترمس ، الذي يأتي من بذور نباتات الترمس ، إلى قلويدات الكينوليزيدين التي تحتوي عليها ، مما يجعلها غير مناسبة للاستهلاك البشري والحيواني ما لم يتم التعامل معها بشكل صحيح. ومع ذلك ، نظرًا لأن حبوب الترمس لها قيمة غذائية عالية بسبب محتواها العالي من البروتين ، فقد تم بذل جهود لتقليل محتواها من القلويد من خلال تطوير أنواع «حلوة» من الترمس.

## السمية
اللوبينين هو سم كبدي منتشر في بذور الأعشاب البقولية من جنس الترمس. يعطي اللوبينين وقلويدات الكينوليزيدين الأخرى طعمًا مريرًا لزهور الترمس التي تنمو بشكل طبيعي. بسبب سمية قلويدات الكينوليزيدين ، يتم نقع حبوب الترمس طوال الليل وشطفها لإزالة بعض محتواها من القلويات. ومع ذلك ، عندما تكون إجراءات الطهي والشطف غير كافية ، فإن 10 غرامات من البذور قادرة على تحرير ما يصل إلى 100 ملليغرام من اللوبينين.
عُرفت السمية العصبية للترمس في الدوائر الطبية البيطرية لبعض الوقت بسبب استخدام الترمس كعلف لرعي الماشية نظرًا لاحتوائه على نسبة عالية من البروتين. وُجد أنه ينتج مرض الترمس ، وهو حالة مرضية ومميتة في كثير من الأحيان تؤدي إلى ضمور حاد في وظائف الكبد ويؤثر على الحيوانات المدجّنة مثل الماشية والأغنام. عندما يتناوله الإنسان يتعرض للتسمم بقلويد الكينوليزيدين الذي بدوره يسبب الارتعاش ، والرجفة والتنبه والاهتياج ، وكذلك التشنجات. بالإضافة إلى كون الترمس سام للثدييات ، فهو أيضًا مضاد للحشرات ومثبط لنمو الجندب.

## السمية النسبية

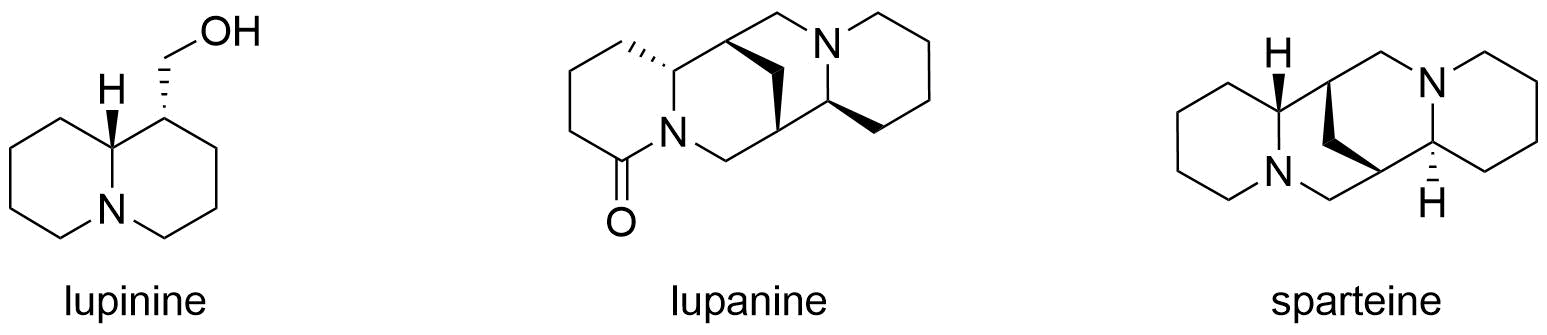
قلويدات كينوليزيدين في الترمس.

يُظهر اللوبينين بالمقارنة مع قلويدات الكينوليزيدين الأخرى الموجودة عادة في الترمس ، مثل اللوبانين والسبارتين سمية أقل. اللوبينين ، مع جرعة مميتة دنيا من 28-30 مغ / كغ والجرعة السامة 25-28 مغ / كغ ، يكون حوالي 85 في المائة سامة مثل د-لوبانين وحوالي 90٪ سامة مثل سبارتين. السمية النسبية للترمس مع قلويدات الكينوليزيدين الأخرى الموجودة عادة في الترمس موضحة في الجدول أدناه.
| المادة  | الحد الأدنى من الجرعة المميتة (mg/Kg) | الجرعة السامة (mg/Kg) |
| لوبينين | 28-30                                 | 25-28                 |
| لوبانين | 22-25                                 | 21-24                 |
| سبارتين | 23-30                                 | 21-31                 |

## آلية العمل

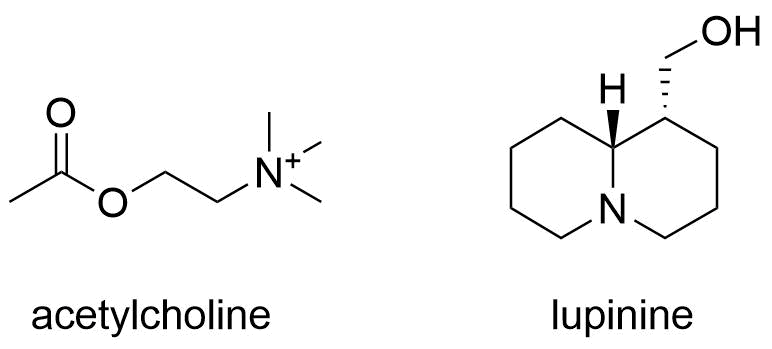
مقارنة هيكلية بين اللوبينين والأستيل كولين

أظهرت الدراسات التي أجريت على هيدروكلوريد اللوبينين أنه مثبط قابل للعكس لأسيتيل كولينستراز. يحتوي اللوبينين ، وهو عبارة عن مركب حلقي غير متجانس يحتوي على النيتروجين ، على هيكل مشابه لـ «رأس» الأمونيوم في ناهض أسيتيل كولينستراز الداخلي المنشأ في أستيل كولين. في درجة الحموضة الفسيولوجية ، يتم بروتون أمين اللوبينين  مما يؤدي إلى تفاعل أيون أيون مع موقع أنيوني أستيل كولينستريز بنفس الطريقة التي يتفاعل بها الأمونيوم على أستيل كولين. أظهرت الدراسات السابقة لمثبطات البونيوم العكوسة المشابهة للوبينين أن مجموعات الأمونيوم (المقابلة للأمين البروتوني اللوبينين) تدخل مضيق المركز النشط لأسيتيل كولينستراز في منطقة بقايا Trp84 . يؤدي هذا إلى تكوين مركب امتصاص إنزيمي مع الجزء الأنيوني من أسيتيل كولينستراز الموجود في الموقع النشط اللوبينين، أي الأمين. يمنع هذا المركب وصول أستيل كولين إلى المركز النشط مما يقلل من التحلل المائي التحفيزي والانهيار اللاحق للأسيتيل كولين بواسطة أستيل كولينستراز. يؤدي تثبيط الإنزيم إلى تراكم الأسيتيل كولين في الجسم ، وزيادة التحفيز لكل من مستقبلات الأسيتيل كولين المسكارينية والنيكوتين ، وكذلك الاضطراب اللاحق في النقل العصبي. ومع ذلك ، فقد وجد أن وقت الحضانة لم يؤثر على التثبيط ، مما أدى إلى استنتاج أن اللوبينين هو مثبط عكسي.
أظهرت الدراسات أيضًا أن اللوبينين له صلة ملزمة لكل من مستقبلات الأسيتيل كولين المسكارينية والنيكوتين. تم العثور على اللوبينين بقيمة أكبر من 500 ميكرومتر في 50IC لمستقبلات النيكوتين و قيمة 190 ميكرومتر للمستقبلات المسكارينية في 50IC. ومع ذلك ، لم يتم تحديد ما إذا كان هذا التقارب هو ناهض أم معادٍ في طبيعته.

## التركيب

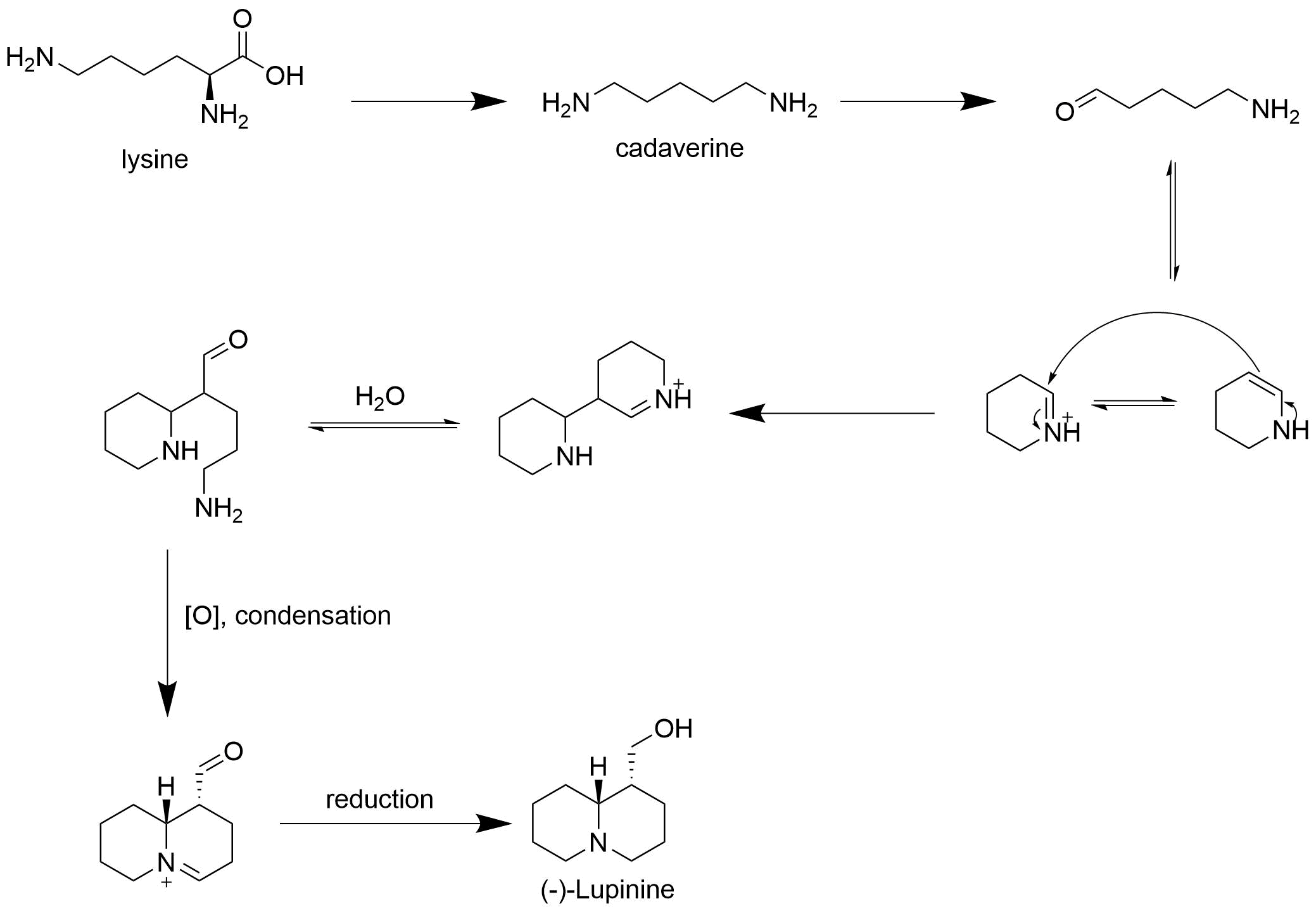
التخليق الحيوي للوبينين.

### بيولوجياً
يتم تخليق اللوبينين بشكل طبيعي من اللايسين في جينات نباتات الترمس جنبًا إلى جنب مع العديد من قلويدات الكينوليزيدين الأخرى. في عملية التخليق الحيوي ، يتم أولاً نزع الكربوكسيل من اللايسين إلى كادافيرين ، والذي يتم بعد ذلك نزع أمنيه بالأكسدة إلى الألدهيد المقابل. يتم بعد ذلك تدوير الألدهيد تلقائيًا إلى جزأين من الأكياس التي تقترن من خلال آلية من نوع ألدول حيث يهاجم أمين الأليل الإيمينيوم ، مكونًا وسيطًا خافتًا غير متماثل يتم ترطيبه بعد ذلك. يتأكسد الأمين الأساسي بعد ذلك ويحدث تكاثف داخل الجزيء ، مما يعطي الكينوليزيدين ألدهيد. يتم بعد ذلك تقليل الألدهيد إلى كحول ، ويعطي بعد ذلك انتقائيًا (-)- اللوبينين .

### اصطناعياً
يحتوي اللوبينين على ذرة كربون كيرالية. لذلك ، يجب أن تكون التوليفات الكلية للوبينين انتقائية لـ (-)- اللوبينين من أجل توفير المنتج النشط بيولوجيًا. حدث أول تخليق مزيج راسيمي كلي للوبينين في عام 1937 بواسطة كليمو ومورجان ورابر. أيضا تم الحصول على ستة توليفات أخرى من اللوبينين تبعها بين عامي 1940-1956 ، مع أول تخليق انتقائي للوبينين الذي حدث في عام 1966 من قبل غولدبرغ وراجاد. منذ ذلك التوليف الانتقائي الأولي ، كان هناك العديد من التوليفات الكلية لكل من اللوبينين النقي والراسيمي. تم نشر توليفة واحدة ، ملحوظة لأنها تصف تحضير جميع الأيزومرات الفراغية الأربعة للوبينين ، وتحتوي على العديد من الإشارات إلى أعمال سابقة في هذا المجال ، بواسطة ما و ني.
توليف كلي آخر لملاحظة معينة بسبب الانتقائية التماثلية وعدد محدود من الخطوات بواسطة سانتوس وآخرون. في عام 2010 قام سانتوس وآخرون. توليف انتقائي (-)- الترمس في عائد 36 ٪ على ثماني خطوات باستخدام تفاعل ميتسونوبو المزدوج. أولاً ، استخدموا إضافة غير متماثلة لمواد البداية باستخدام حمض لويس ، متبوعًا بمعالجة بعامل اختزال وقاعدة. أعطى هذا الكحول (R،R). تم قلب هذا التكوين باستخدام تفاعل ميتسونوبو متبوعًا بالتحلل المائي ، مما يوفر تكوين (R،S) للكحول. تم بعد ذلك اختزال الكحول باستخدام ألان ، وخضع لتفاعل ميتسونوبو آخر ، وتم التحلل المائي إلى الحمض وتم تقليله أخيرًا إلى (-)- لوبينين عن طريق اختزال ألان.

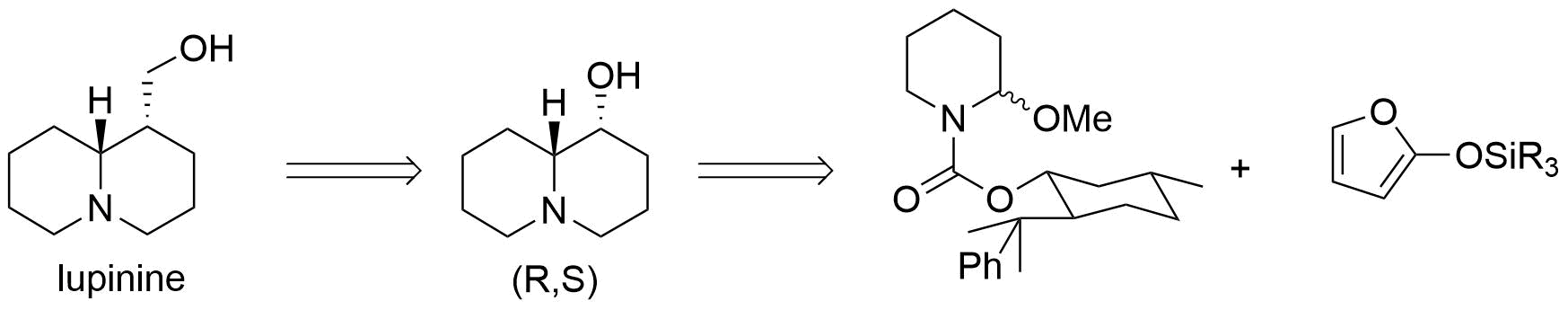
إجمالي التخليق الرجعي للوبينين بواسطة سانتوس.

## عزل
واحدة من أولى عزلات اللوبينين ، من لوبينوس بالميري التي تم جمعها في ولاية يوتا في الولايات المتحدة الأمريكية ، والتي ذكرها كوتش ، الذي كان قادرًا على الحصول على اللوبينين البلوري دون استخدام تقنيات الكروماتوغرافيا.

## التطبيقات

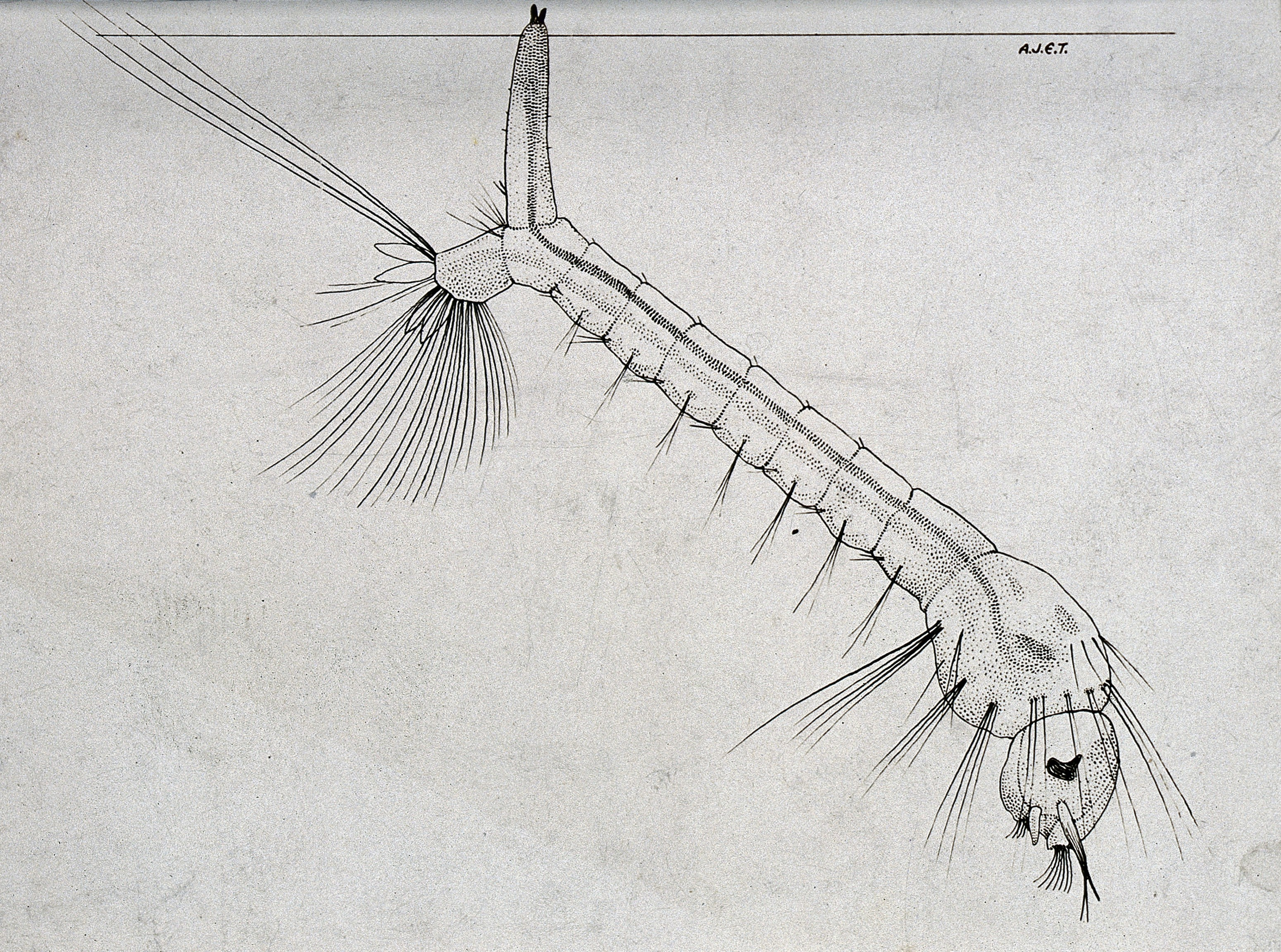
رسم يرقة بعوضة كوليسين.

### مكافحة الآفات
اللوبينين هو مضاد لتغذية الحشرات. أظهرت الدراسات التي أجريت على نشاط مبيدات الحشرات فعاليتها ضد يرقات بعوض كوليسين التي تعد ناقلات للفيروسات والديدان الفيلارية وملاريا الطيور.

### علم النبات
غالبًا ما يتم العثور على الترمس تنمو مع (Castilleja:فرشاة الرسم الهندية) التي تستخدم الترمس كمضيف وتمنح الترمس والقلويدات الأخرى لنفسها. يعمل هذا جنبًا إلى جنب مع زيادة تثبيت النيتروجين لزيادة معدلات التكاثر الطفيلي وتقليل النشاط العشبي ؛ ومع ذلك ، فقد أظهرت الدراسات نتائج مختلطة في فعالية نقل القلويد في الوقاية من النشاط العشبي.

### ما قبل الإكلينيكية
لقد وجد أن اللوبينين يُظهر نشاطًا مضادًا للجليكلين معتدلاً بقيمة IC50 تبلغ 7.12.176 ± 7.745 ميكرومتر في المختبر. يعتبر سكر البروتين أحد الأسباب الرئيسية لمضاعفات مرض السكري في مرحلة متأخرة. في هذه العملية ، تقترن البروتينات والسكريات ، مما يؤدي إلى تكوين منتجات نهائية متقدمة للجليكشن والتي تغير بنية ووظيفة البروتينات. تؤدي المنتجات النهائية إلى تلف معظم الأعضاء الحيوية بما في ذلك اعتلال الكلية والأعصاب وإعتام عدسة العين وتصلب الشرايين في الأوعية الدموية مما يؤدي إلى ضعف التئام الجروح. تزداد عملية الجلوكوز هذه بشكل طبيعي مع تقدم العمر وهي سبب معروف لشيخوخة ما قبل النضج. النهج العلاجي الرئيسي للوقاية من هذه العملية هو تثبيط تكوين المنتج النهائي الذي وجد أنه يسهل بواسطة اللوبينين . يُفترض أن أمين اللوبينين قد يتفاعل مع السكر ، مما يجعله غير متاح للارتباط بالبروتين. وقد وجد أيضًا أن اللوبينين يفتقر إلى السمية الخلوية وبالتالي يمكن أن يعمل كعامل مضاد ويكون آمن في حال تعرض له الجلد وفعال. ومع ذلك ، نظرًا لأن هذه النتائج ما قبل السريرية ولم يتم إعادة إنتاجها ، فقد لا تترجم باستمرار إلى تأثيرات إكلينيكية على الأشخاص والدراسات المستقبلية ضرورية لتحديد فعالية اللوبينين في منع بروتين السكر في البشر.

## الأنظمة والقوانين
تقوم وكالة المواد الكيميائية الأوروبية (ECA) بتسمية اللوبينين تحت أكواد بيان المخاطر (H302 و H312 و H332) ، والتي تشير إلى أن اللوبينين ضار إذا تم ابتلاعه وضار عند ملامسته للجلد وضار إذا تم استنشاقه ، على التوالي. وقد تم وضع بطاقة GHS07 عليها والتي تشير إلى أن السمية الفموية الحادة هي من الفئة 4.